# Cursan
Cursan é uma comuna francesa na região administrativa da Nova Aquitânia, no departamento da Gironda. Estende-se por uma área de 6,09 km². Em 2010 a comuna tinha 672 habitantes (densidade: 110,3 hab./km²).